# Partipolitiskt obundna i Svenska kyrkan
Partipolitiskt obundna i Svenska kyrkan (POSK) är en nomineringsgrupp som ställer upp i kyrkliga val inom Svenska kyrkan. POSK är organiserat genom stiftsföreningar som finns i alla tretton stift och lokala grupper i församlingarna. Ordförande sedan 2019 är Amanda Carlshamre.

## Historik
Sedan kyrkofullmäktige infördes allmänt år 1930 fick de politiska partierna ett större intresse för Svenska kyrkans lokala nivå (församlingar, pastorat och kyrkliga samfälligheter) och det blev efterhand svårare för kyrkligt intresserade att bli nominerade om de inte gick med i ett politiskt parti. Som en motreaktion växte partipolitiskt obundna grupper fram under olika namn i olika stift.
På grund av kyrkomötesreformen från 1983 fanns behov av en bättre organisering. POSK, som hade sitt konstituerande möte i S:t Jacobs församlingshem i Stockholm 1987, bildades för dem som vill kunna väljas i kyrkliga val utan att nomineras av ett politiskt parti. POSKs förste ordförande var Rolf Nordblom.
Förtroendevalda för POSK har av historiska skäl oftast sin grund i församlingarnas frivillig- och ungdomsarbete. Den stora majoriteten av de förtroendevalda för POSK har kyrkopolitiken som huvudsaklig politiska arena, även om det finns förtroendevalda för POSK som har ett politiskt engagemang utanför kyrkan i de etablerade politiska partierna.[källa behövs]

## Valfrågor
Viktiga gemensamma frågor är avpolitiseringen av Svenska kyrkan och församlingen i centrum. POSK vill också minska kostnaderna för Svenska kyrkans stora organisation och ändra valsystemet, från direkta val på alla nivåer, som det är nu, till direkta val på församlingsnivå och indirekt till övriga nivåer. 
Inom gruppen råder frihet för de enskilda förtroendevalda att rösta efter egen övertygelse, efter att detta är diskuterat och förankrat i den egna gruppen. 
POSK står på det sakpolitiska planet generellt för ökade resurser till församlingarnas ungdoms-, diakonala- och ideella arbete samt minskat ekonomiskt fokus på kyrkans stora fastighetsinnehav. De enskilda församlingarnas suveränitet och självstyre, både i organisatoriska och andliga frågor, ses som viktigt och man har på riksplanet varit motståndare till den ökade centralisering som skett av Svenska kyrkans församlingsarbete.[källa behövs]

## Valresultat
POSK fick vid valet 2001 till kyrkomötet 36 av 251 mandat och blev den fjärde största nomineringsgruppen. POSK behöll sin ställning som den fjärde största nomineringsgruppen efter valet 2005 då man fick 34 mandat. POSK är också representerat i alla stiftsfullmäktige.[källa behövs]
Efter valet 2009 fick POSK 33 mandat, men den sammanlagda obundna rörelsen ökade kraftigt i kyrkomötet på bekostnad av de politiska partierna.[källa behövs]
I valet 2013 siktade POSK på att bli näst största nomineringsgrupp i kyrkomötet. Med ett valresultat på 38 mandat (en ökning med 5 mandat) i kyrkomötet uppnådde gruppen sitt mål och blev näst största nomineringsgrupp (efter Socialdemokraterna). Den sammanlagda obundna rörelsen ökade också i kyrkomötet. [källa behövs]
I kyrkovalet 2017 växte POSK ytterligare och behöll sin plats som näst största nomineringsgrupp med 43 mandat. Även det en ökning med 5 mandat i likhet med valresultatet 2013. I kyrkovalet 2021 fortsatte POSK att växa och fick 47 mandat i kyrkomötet. 

### Resultat
- 2001: 14,37 %
- 2005: 13,64 %
- 2009: 13,16 %
- 2013: 15,26 %
- 2017: 17,06 %
- 2021: 19,33 %

## Styrelse

### Ordförande genom åren
- 1987–1989 Rolf Nordblom
- 1989–1991 Bo Hanson
- 1991–1993 Sven Lenhoff
- 1993–1995 Kerstin Wikman
- 1995–2000 Åke Utterberg
- 2000–2001 Tony Guldbrandzén
- 2001–2003 Roland Johansson
- 2003–2019 Hans-Olof Andrén
- 2019– Amanda Carlshamre[5]

### Vice ordförande genom åren
- 2017–2023 Marie Rydén Davoust[6][7][8]
- 2023– Per Lindberg

### Nuvarande ledamöter
- 2023– Per Lindberg[6][7][8]
- 2024– Peter Lundborg
- 2023– Sofia Westerdahl
- 2024– Josefine Carlsén

### Nuvarande ersättare
- 2024- Anders Brunnstedt
- 2023- Jan Eckerdal
- 2024- Samuel Körner Linja (sekreterare)
- 2024- Victor Backström (kassör)
- 2024- Sara Sandelin